# Phil Cohran
Phil Cohran (8. května 1927 – 28. června 2017) byl americký jazzový trumpetista. Začínal počátkem padesátých let jako člen kapely Jaye McShanna a následně hrál ve vojenské kapele. Roku 1959 se stal členem souboru Sun Ra Arkestra, ze které odešel o dva roky později. V roce 1965 stál u zrodu organizace AACM. Později založil spolu s Petem Coseyem soubor Artistic Heritage Ensemble. Rovněž vydal několik alb pod svým jménem jako leader.